# Мадавоска (переписна місцевість, Мен)
Мадавоска (англ. Madawaska) — переписна місцевість (CDP) в США, в окрузі Арустук штату Мен. Населення — 2797 осіб (2020).

## Географія
Мадавоска розташована за координатами 47°20′33″ пн. ш. 68°20′0″ зх. д. / 47.34250° пн. ш. 68.33333° зх. д. (47.342450, -68.333444).  За даними Бюро перепису населення США в 2010 році переписна місцевість мала площу 13,97 км², з яких 13,70 км² — суходіл та 0,26 км² — водойми.

## Демографія
Згідно з переписом 2010 року, у переписній місцевості мешкало 2967 осіб у 1507 домогосподарствах у складі 788 родин. Густота населення становила 212 осіб/км².  Було 1712 помешкання (123/км²).
Расовий склад населення:
| - 98,3 % — білих - 0,6 % — корінних американців - 0,3 % — чорних або афроамериканців - 0,3 % — азіатів |

До двох чи більше рас належало 0,5 %. Частка іспаномовних становила 0,7 % від усіх жителів.
За віковим діапазоном населення розподілялося таким чином: 16,4 % — особи молодші 18 років, 55,2 % — особи у віці 18—64 років, 28,4 % — особи у віці 65 років та старші. Медіана віку мешканця становила 52,0 року. На 100 осіб жіночої статі у переписній місцевості припадало 92,5 чоловіків;  на 100 жінок у віці від 18 років та старших — 90,3 чоловіків також старших 18 років.
Середній дохід на одне домашнє господарство  становив 43 090 доларів США (медіана — 34 916), а середній дохід на одну сім'ю — 58 081 долар (медіана — 53 750). Медіана доходів становила 50 167 доларів для чоловіків та 26 580 доларів для жінок. За межею бідності перебувало 12,5 % осіб, у тому числі 11,1 % дітей у віці до 18 років та 22,0 % осіб у віці 65 років та старших.
Цивільне працевлаштоване населення становило 1019 осіб. Основні галузі зайнятості: виробництво — 23,8 %, освіта, охорона здоров'я та соціальна допомога — 20,6 %, роздрібна торгівля — 19,9 %.